# McLellans Brook (dopływ East River of Pictou)
McLellans Brook (do 26 marca 1976 McLellan Brook) – strumień (brook) w kanadyjskiej prowincji Nowa Szkocja, w hrabstwie Pictou, płynący w kierunku północno-zachodnim i uchodzący do East River of Pictou; nazwa McLellan Brook urzędowo zatwierdzona 22 marca 1926. Dopływami McLellans Brook są: Stewart Brook, Shale Brook, Steep Brook.